# TVNorge
A TVNorge (abreviada TVN) é um canal de televisão norueguês. Teve sua primeira transmissão realizada em 5 de dezembro de 1988.